# Dream link
『dream link』（ドリーム・リンク）は、栗林みな実の4枚目のアルバム。2008年8月27日にLantisから発売された。

## 概要
タイアップ曲とオリジナル曲3曲で構成。このアルバムが発売される1か月ほど前にはシングル「unripe hero」が発売されているが、そちらは未収録となっている。

## 収録曲
1. dream link [4:39]
作詞・作曲：栗林みな実、編曲：菊田大介
2. Love Jump [4:23]
作詞：栗林みな実、作曲・編曲：菊田大介
テレビアニメ『紅』オープニングテーマ
3. wonderful worker [4:32]
作詞・作曲：栗林みな実、編曲：齋藤真也
ラジオ大阪で放送された「音速♪ひとみしりちゃんねる」内の「シンガーソングライターみな実」のコーナーで誕生したオリジナル曲。アルバム収録に際して、齋藤真也によるアレンジと、1番までしかなかった歌詞に新たに2番が書き足された。
4. 抱きしめたその後で [4:06]
作詞：畑亜貴、作曲：栗林みな実、編曲：飯塚昌明
コンピレーションシングル「ガンパレード・オーケストラ 主題歌集」収録。PS2用ゲーム『ガンパレード・オーケストラ 青の章 〜光の海から手紙を送ります〜』主題歌
5. BUT,metamorphosis [3:51]
作詞：畑亜貴、作曲・編曲：黒須克彦
テレビ東京系『キューティーハニー THE LIVE』主題歌
6. 涙の理由 [4:46]
作詞：江幡育子、作曲・編曲：飯塚昌明
テレビアニメ『School Days』エンディングテーマ。アルバム収録にあたり、再レコーディングされた。
7. United Force [3:54]
作詞・作曲：栗林みな実、編曲：飯塚昌明
テレビ東京系『機神大戦ギガンティック・フォーミュラ』主題歌
8. 海から始まる物語 [5:31]
作詞・作曲：栗林みな実、編曲：澤野弘之
Windows用ゲーム『Summer Days』グランドエンディングテーマ
9. Rain Rain [4:27]
作詞：松本亜季、作曲：栗林みな実／編曲：中西亮輔
かつてデビュー前に作曲した曲で、作詞は栗林が学生時代に組んでいたバンドのメンバーが担当している。
10. Yell! [3:52]
作詞・作曲：栗林みな実、編曲：飯塚昌明
テレビ東京系『スーパーロボット大戦OG -ディバイン・ウォーズ-』エンディングテーマ
11. eternity [4:47]
作詞・作曲：栗林みな実、編曲：大久保薫
キャラクターソングアルバム『マイポートレイト・イン・君が望む永遠』収録。OVA『君が望む永遠〜Next Season〜』エンディングテーマ
12. divergence [4:27]
作詞・作曲：栗林みな実／編曲：飯塚昌明
コンピレーションアルバム『“MUV-LUV” collection of Standard Edition Songs -divergence-』収録。Windows用ゲーム『マブラヴ（全年齢版）』主題歌
13. 風と星に抱かれて… [4:05]
作詞・作曲：栗林みな実／編曲：大久保薫
テレビ東京系『舞-乙HiME』挿入歌
14. Next Season [4:01]
作詞：栗林みな実／作曲・編曲：菊田大介
OVA『君が望む永遠 〜Next Season〜』主題歌